# Elatine heterandra
Elatine heterandra là một loài thực vật có hoa trong họ Elatinaceae. Loài này được H.Mason mô tả khoa học đầu tiên năm 1956.